# Hans-Jürgen Mumme
Hans-Jürgen Mumme (* 29. September 1941) ist ein ehemaliger deutscher Fußballspieler.

## Karriere
Mumme kam als Stürmer in der Saison 1962/63 in der letztmals ausgespielten Oberliga Nord zum Einsatz. Er bestritt 13 Punktspiele, in denen er vier Tore erzielte. In der Folgesaison gehörte er der Mannschaft in der neu geschaffenen und zweitklassigen Regionalliga Nord an, bevor er zur Amateurmannschaft von Hannover 96 in die Landesliga Niedersachsen wechselte. Aus dieser Spielklasse als regionaler Meister hervorgegangen, war sein Verein für die Teilnahme an der Deutschen Amateurmeisterschaft 1965 qualifiziert und gewann dort das Finale im Siegener Leimbachstadion gegen den SV Wiesbaden mit 2:1. Die Wiederholung der regionalen Meisterschaft 1966 führte erneut ins Finale um die Deutsche Amateurmeisterschaft. Doch am 2. Juli 1966 unterlag er mit seiner Mannschaft im Herforder Ludwig-Jahn-Stadion der Amateurmannschaft von Werder Bremen mit 1:5.
Zur Saison 1966/67 zum BC Augsburg gewechselt, spielte er eine Saison lang in der Regionalliga Süd, aus der sein Verein als Liganeuling absteigen musste. Daraufhin beendete er seinen Ausflug in den Süden und kehrte in den Norden des Landes zurück. Er gehörte von 1967 bis 1969 dem Mehrspartensportverein TuS Bremerhaven in der zweitklassigen Regionalliga Nord an. Danach war er ab 1969 für den Ligakonkurrenten TuS Celle aktiv. 1973 stieg der Klub aus der Regionalliga ab.

## Erfolge
- Finalist Deutsche Amateurmeisterschaft 1966
- Deutscher Amateurmeister 1965
- Meister Landesliga Niedersachsen 1965, 1966 und jeweils Teilnahme an der Deutschen Amateurmeisterschaft

## Anmerkung / Einzelnachweise
1. ↑  Statistik ohne Saison 1963/64!
2. ↑  Spielpaarung auf transfermarkt.de
3. ↑  Spielpaarung auf transfermarkt.de

| Personendaten    | Personendaten            |
| ---------------- | ------------------------ |
| NAME             | Mumme, Hans-Jürgen       |
| KURZBESCHREIBUNG | deutscher Fußballspieler |
| GEBURTSDATUM     | 29. September 1941       |